# Jared Sparks

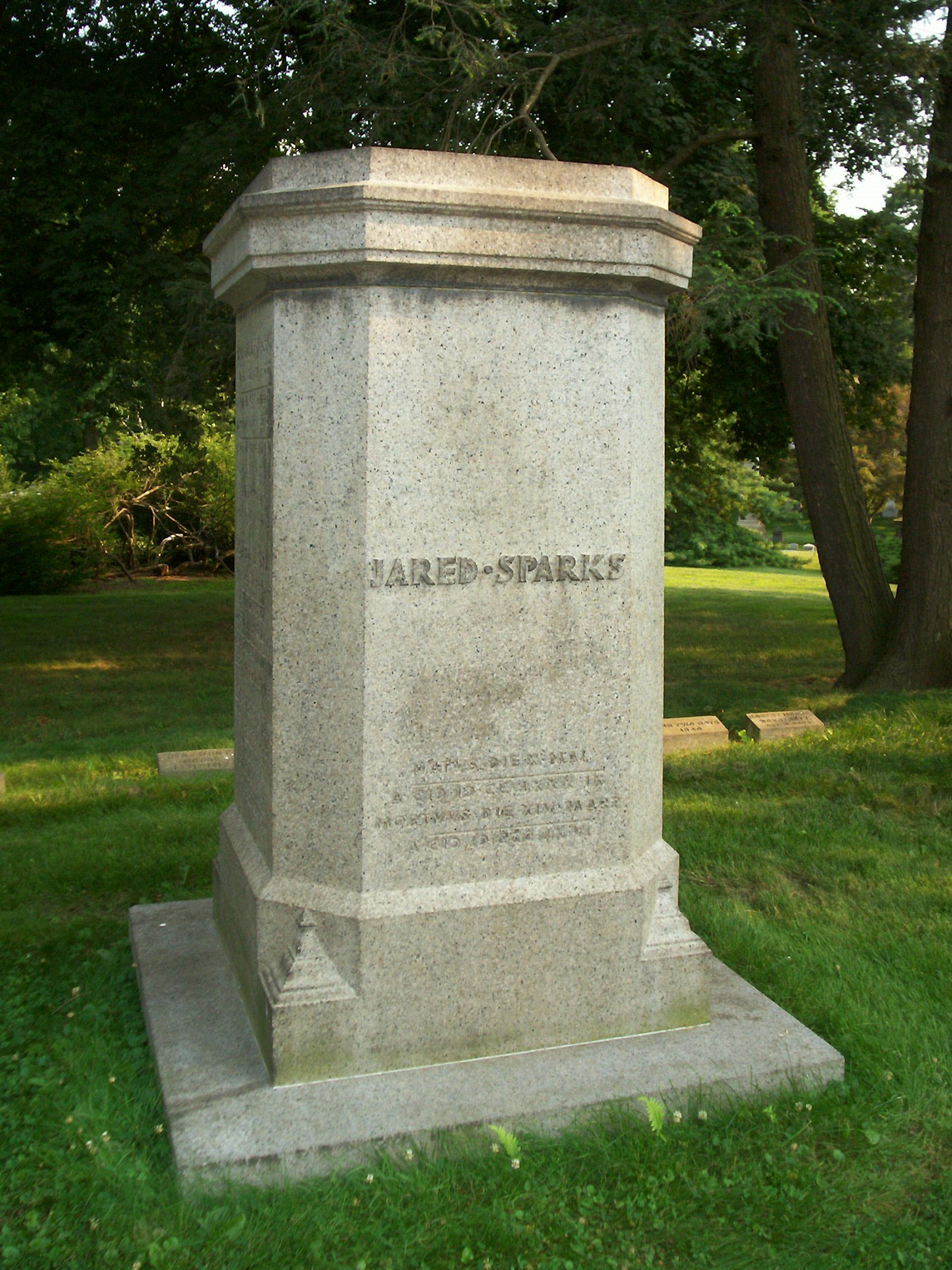
Grób Jareda Sparksa

Jared Sparks (ur. 10 maja 1789 w Willington w Connecticut, zm. 14 marca 1866 w Cambridge) – amerykański historyk.
Ukończył studia teologiczne, był kaznodzieją unitariuszów w Bostonie a od 1839 aż do śmierci profesorem w Cambridge.